# Epilobium madrense
Epilobium madrense är en dunörtsväxtart som beskrevs av S. Wats.. Epilobium madrense ingår i släktet dunörter, och familjen dunörtsväxter. Inga underarter finns listade i Catalogue of Life.